# Okręg wyborczy South Hertfordshire
Okręg wyborczy South Hertfordshire powstał w 1974 r. i wysyłał do brytyjskiej Izby Gmin jednego deputowanego. Okręg obejmował południową część hrabstwa Hertfordshire. Okręg został zniesiony w 1983 r.

## Deputowani do brytyjskiej Izby Gmin z okręgu South Hertfordshire
- 1974–1983: Cecil Parkinson, Partia Konserwatywna